# British Bankers’ Association
Die British Bankers' Association (BBA; deutsch Britische Bankiervereinigung) war eine Interessenvertretung der Banken in Großbritannien. Der Verband vertrat 221 Kreditinstitute (Stand Februar 2006). Im Jahre 2017 schloss sich die BBA zusammen mit anderen Bankenverbänden zur Interessenvereinigung UK Finance zusammen.

## Mitglieder
(Stand Februar 2006)
| - Abbey National plc - Abbey National Treasury Services plc - ABC International Bank plc - ABN AMRO Bank NV - Adam & Company plc {Part of The Royal Bank of Scotland plc Group} - Ahli United Bank (UK) Ltd (formerly The United Bank of Kuwait plc) - Alliance & Leicester plc - Alliance & Leicester Commercial Bank plc (formerly Girobank plc) {Part of the Alliance & Leicester plc Group} - Allied Irish Bank (GB) {Part of the Allied Irish Bank plc Group} - Alpha Bank London Ltd {Part of the Alpha Bank AE Group} - AMC Bank Ltd {Part of the Lloyds TSB Bank plc Group} - American Express Bank Ltd - Anglo Irish Bank Corporation plc - Anglo-Romanian Bank Ltd - Ansbacher & Co Ltd - Arab Bank plc - Arab National Bank - Arbuthnot Banking Group plc - Arbuthnot Latham & Co LtdSecurities Ltd - Arbuthnot Securities Ltd - Australia & New Zealand Banking Group Ltd - Banca di RomaSpA - Banca Monte Dei Paschi di Siena SpA - Banco Bilbao Vizcaya Argentaria SA - Banco de Sabadell SA - Banco do Brasil SA - Banco Santander Central Hispano SA - Banco Santander Totta SA - Bangkok Bank Public Company Ltd - Bank Leumi (UK) plc - Bank of America Securities Ltd - Bank of Baroda - Bank of Ceylon - Bank of China - Bank of Cyprus UK - Bank of India - Bank of Ireland - Bank of Ireland Financial Services {Part of the Bank of Ireland Group} - Bank of Montreal - Bank of Scotland {Part of the HBOS Group} - Bank Saderat plc - Bank Sepah International plc - Bankers Trust International plc {Part of the Deutsche Bank AG Group} - Banque Banorabe - Barclays Bank plc - Barclays Bank Trust Company Ltd {Part of the Barclays Bank plc Group} - Barclays Private Bank Ltd {Part of the Barclays Bank plc Group} - BNP Paribas - BNP Paribas Private Bank {Part of the BNP Paribas Group} - BNP Paribas Securities Services {Part of the BNP Paribas Group} - Bradford & Bingley plc - British Arab Commercial Bank Ltd - Brown Shipley & Co Ltd - BSI SA - Butterfield Bank (UK) Ltd - C Hoare & Co - CA Premier Banking Ltd {Part of the Abbey National Group} - CAF Bank Ltd (formerly Cafcash Ltd) - Calyon (formerly Credit Agricole Indosuez and Credit Lyonnais) - Canadian Imperial Bank of Commerce - Canara Bank - Capital Bank plc {Part of the HBOS Group} - Capital One Bank (Europe) plc - Cater Allen Ltd {Part of the Abbey National Group} - Cheltenham & Gloucester plc {Part of the Lloyds TSB Bank plc Group} - CIBC World Markets plc {Part of the Canadian Imperial Bank of Commerce} - Citibank International plc {Part of the Citibank NA Group} - Citibank NA - Close Brothers Ltd - Clydesdale Bank plc {Part of the National Australia Bank Ltd Group} - Commerzbank AG - Commonwealth Bank of Australia - Coutts & Co {Part of The Royal Bank of Scotland plc Group} - Credit Industriel et Commercial - Credit Suisse - Credit Suisse International {Part of the Credit Suisse Group} - Credit Suisse (UK) Ltd {Part of the Credit Suisse Group} - Crown Agents Bank - Daiwa Securities Trust & Banking (Europe) plc - Danske Bank A/S - DB UK Bank Ltd - Deutsche Bank AG - Deutsche Bank Trust Americas London Branch {Part of the Deutsche Bank AG Group} - Dexia Banque Internationale à Luxembourg SA - Dexia Public Finance Bank SA {Part of the Dexia Banque Internationale à Luxembourg SA Group} - Direct Line Financial Services Ltd {Part of The Royal Bank of Scotland plc Group} - Dunbar Bank plc - Duncan Lawrie Ltd - EFG Private Bank Ltd - Egg Banking plc - Emirates Bank International PJSC - European Islamic Investment Bank plc - FBN Bank (UK) Ltd - FIBI Bank (UK) plc - First Trust Bank {Part of the Allied Irish Bank plc Group} - Fleet National Bank - Fortis Bank SA/NV - Ghana International Bank plc - Gulf International Bank BSC - Gulf International Bank (UK) Ltd {Part of the Gulf International Bank BSC Group} - Habib Allied International Bank plc - Habibsons Bank Ltd - Halifax plc {Part of the HBOS Group} - Hampshire Trust plc - Harrods Bank Ltd - Havin Bank Ltd (formerly Havana International Bank Ltd) - HBOS Treasury Services plc {Part of the HBOS Group} - Heritable Bank Ltd | - HFC Bank plc - HSBC Bank plc - HSBC Private Bank Ltd - HSBC Trust Company (UK) Ltd {Part of the HSBC Bank plc Group} - ING Bank NV - Investec Bank (UK) Ltd - Islamic Bank of Britain - Jordan International Bank plc - JP Morgan Chase Bank N.A. - JP Morgan Europe Ltd {Part of the JPMorgan Chase Bank Group} - Julian Hodge Bank Ltd - Kleinwort Benson Private Bank Ltd {Part of the Dresdner Bank AG Group} - Laiki Bank (The Cyprus Popular Bank Public Company Ltd) - Lloyds TSB Bank plc - Lloyds TSB Bank Scotland plc {Part of the Lloyds TSB Bank plc Group} - Lloyds TSB Private Banking Ltd {Part of the Lloyds TSB Bank plc Group} - London Scottish Bank plc - Malayan Banking Berhad - Mashreqbank PSC - Matlock Bank Ltd - MBNA Europe Bank Ltd - Melli Bank plc - Mitsubishi UFJ Trust and Banking Corporation - Mizrahi Tefahot Bank Ltd (formerly United Mizrahi Bank Ltd) - Mizuho Corporate Bank Ltd - Mizuho International plc {Part of the Mizuho Corporate Bank Group} - Moscow Narodny Bank Ltd - N M Rothschild & Sons Ltd - Nacional Financiera SNC - Natexis Banques Populaires - National Australia Bank Ltd - National Bank of Abu Dhabi - National Bank of Canada - National Bank of Egypt (UK) Ltd - National Bank of Greece SA - National Bank of Kuwait (International) plc - National Westminster Bank plc {Part of The Royal Bank of Scotland plc Group} - Nomura Bank International plc - Northern Bank Ltd {Part of the Den Danske Group} - Northern Rock plc - Persia International Bank plc - Philippine National Bank (Europe) plc - PT Bank Negara Indonesia (Persero) Tbk - Qatar National Bank SAQ - Rabobank International (Coöperatieve Centrale Raiffeisen-Boerenleenbank BA) - Reliance Bank Ltd - Riyad Bank - Royal Bank of Canada - Royal Bank of Canada Europe Ltd {Part of the Royal Bank of Canada Group} - Ruffler Bank plc - Sabanci Bank plc - Sainsbury's Bank plc - Samba Financial Group - Sanpaolo IMI S.p.A. - Schroder & Co Ltd - Scotiabank Europe plc {Part of The Bank of Nova Scotia Group} - Scottish Widows Bank plc {Part of the Lloyds TSB Bank plc Group} - Secure Trust Bank plc - SG Hambros Bank & Trust Ltd {Part of the Société Générale Group} - Shanghai Commercial Bank Ltd - Singer & Friedlander Ltd - Smith & Williamson Investment Management Ltd - Société Générale - Sonali Bank (UK) Ltd - Standard Bank London Ltd - Standard Chartered Bank - Standard Life Bank Ltd - State Bank of India - State Street Bank and Trust Company - Sumitomo Mitsui Banking Corporation Europe Ltd - Svenska Handelsbanken AB (publ) - Sygma Bank UK - Syndicate Bank - Tesco Personal Finance Ltd {Part of The Royal Bank of Scotland plc Group} - The Bank of New York - The Bank of New York Europe Ltd {Part of the The Bank of New York Group} - The Bank of Nova Scotia - The Bank of Tokyo - Mitsubishi Ltd - The Charity Bank Ltd - The Co-operative Bank plc - The National Bank of Dubai PJSC - The Norinchukin Bank - The Northern Trust Company - The Royal Bank of Scotland plc - The Sumitomo Trust and Banking Co., Ltd - Turkish Bank (UK) Ltd - Turkiye Is Bankasi AS - UBS AG - Ulster Bank Ireland Ltd {Part of The Royal Bank of Scotland plc Group} - Ulster Bank Ltd {Part of The Royal Bank of Scotland plc Group} - Union Bancaire Privée UBP - Union Bank UK plc - United National Bank Ltd (formerly Pakistan International Bank (UK) Ltd) - United Trust Bank Ltd (formerly Bank Insinger de Beaufort plc) - Unity Trust Bank plc {Part of The Co-operative Bank plc Group} - Wachovia Bank NA - Weatherbys Bank Ltd - Wesleyan Savings Bank Ltd - Westdeutsche ImmobilienBank - Westpac Banking Corporation - Whiteaway Laidlaw Bank Ltd - Woolwich plc - Yorkshire Bank plc {Part of the National Australia Bank Ltd Group} - Zions Bank International Ltd |